# Marlene Mathews
Marlene Judith Mathews-Willard (Sydney, 14 luglio 1934) è un'ex velocista australiana.
Vinse due medaglie di bronzo ai Giochi olimpici di Melbourne 1956 nei 100 e 200 metri piani. Nel 1958 fu medaglia d'oro ai Giochi dell'Impero Britannico nelle 100 iarde e 220 iarde (facendo registrare in quest'ultima specialità il record dei giochi), mentre si qualificò terza nella staffetta 4×110 iarde con Betty Cuthbert, Kay Johnson e Wendy Hayes. Nel 1960 partecipò alle Olimpiadi di Roma, ma non raggiunse la finale né nei 100 metri piani né nella staffetta 4×100 metri.

## Palmarès
| Anno | Manifestazione                | Sede      | Evento                | Risultato     | Prestazione | Note              |
| ---- | ----------------------------- | --------- | --------------------- | ------------- | ----------- | ----------------- |
| 1956 | Giochi olimpici               | Melbourne | 100 metri             | Bronzo        | 11"94       |                   |
| 1956 | Giochi olimpici               | Melbourne | 200 metri             | Bronzo        | 24"10       |                   |
| 1958 | Giochi dell'Impero Britannico | Cardiff   | 100 iarde             | Oro           | 10"7        |                   |
| 1958 | Giochi dell'Impero Britannico | Cardiff   | 220 iarde             | Oro           | 23"65       | Record dei Giochi |
| 1958 | Giochi dell'Impero Britannico | Cardiff   | Staffetta 4×110 iarde | Argento       | 46"12       |                   |
| 1960 | Giochi olimpici               | Roma      | 100 metri             | elim. qualif. | 12"05       |                   |
| 1960 | Giochi olimpici               | Roma      | Staffetta 4×100 metri | elim. qualif. | dq          |                   |